# Sirwah

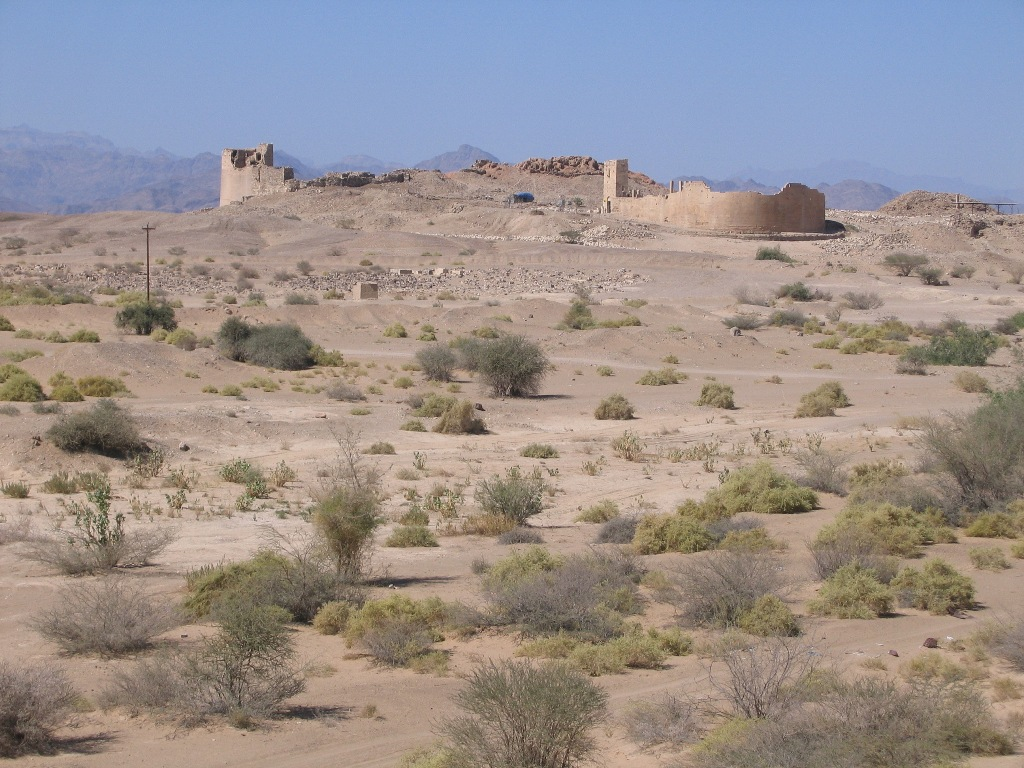
Vista d'insieme di Sirwah

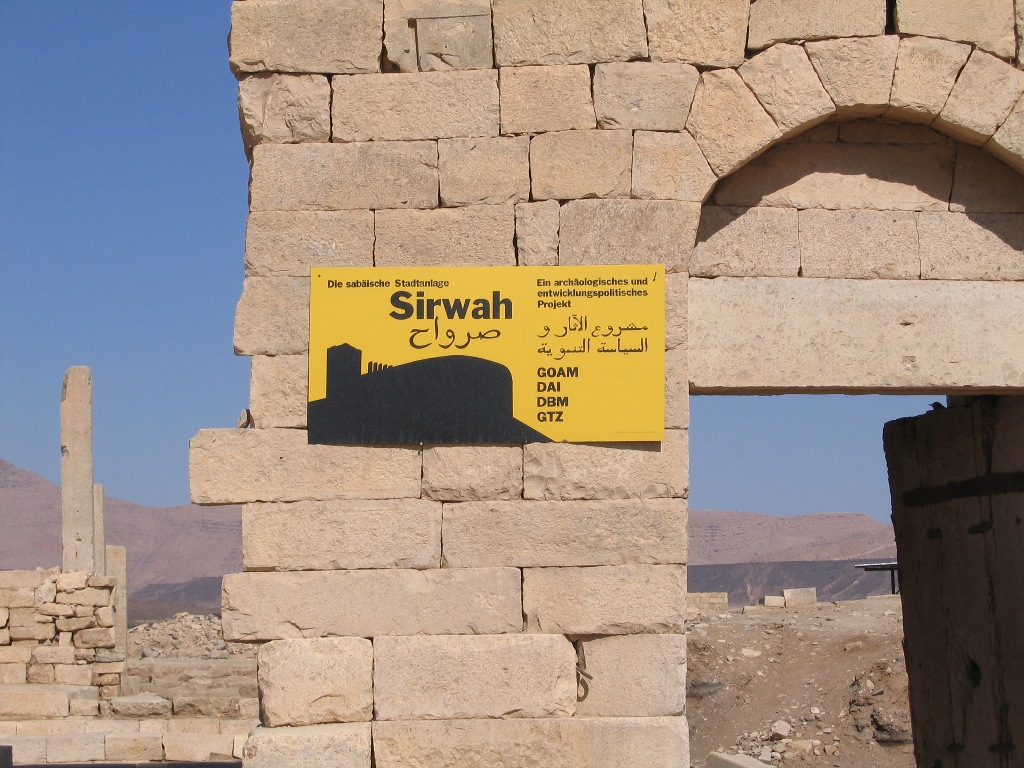
Cartello sulla missione dell'Istituto archeologico germanico a Sirwah

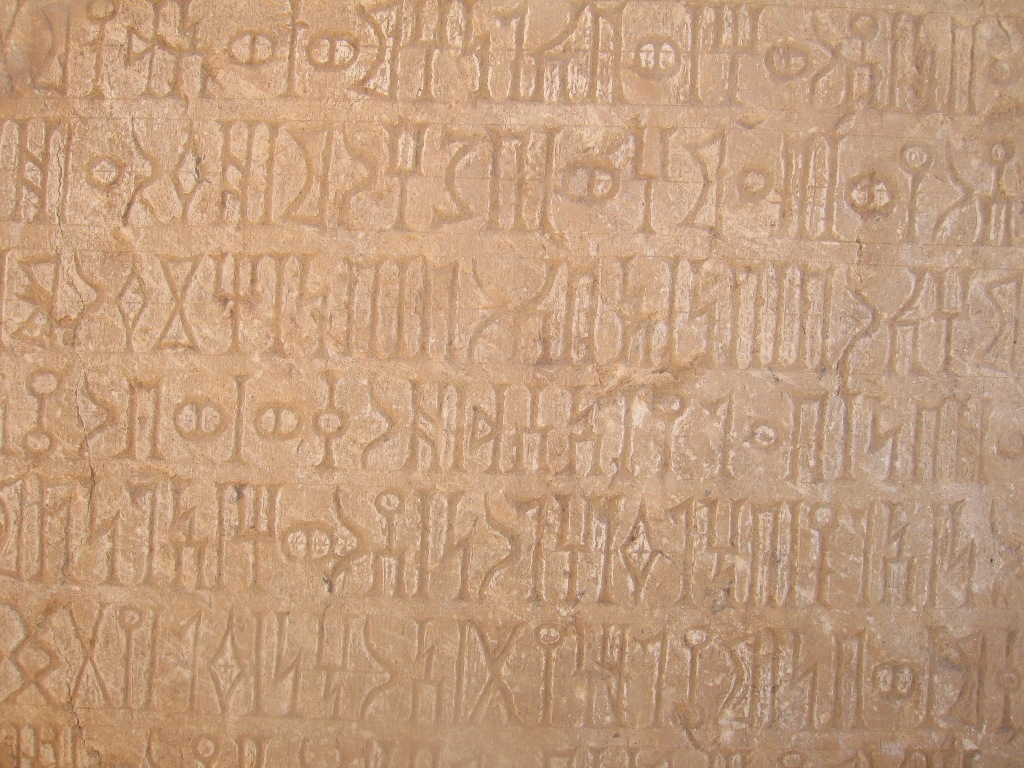
Iscrizioni a Sirwah

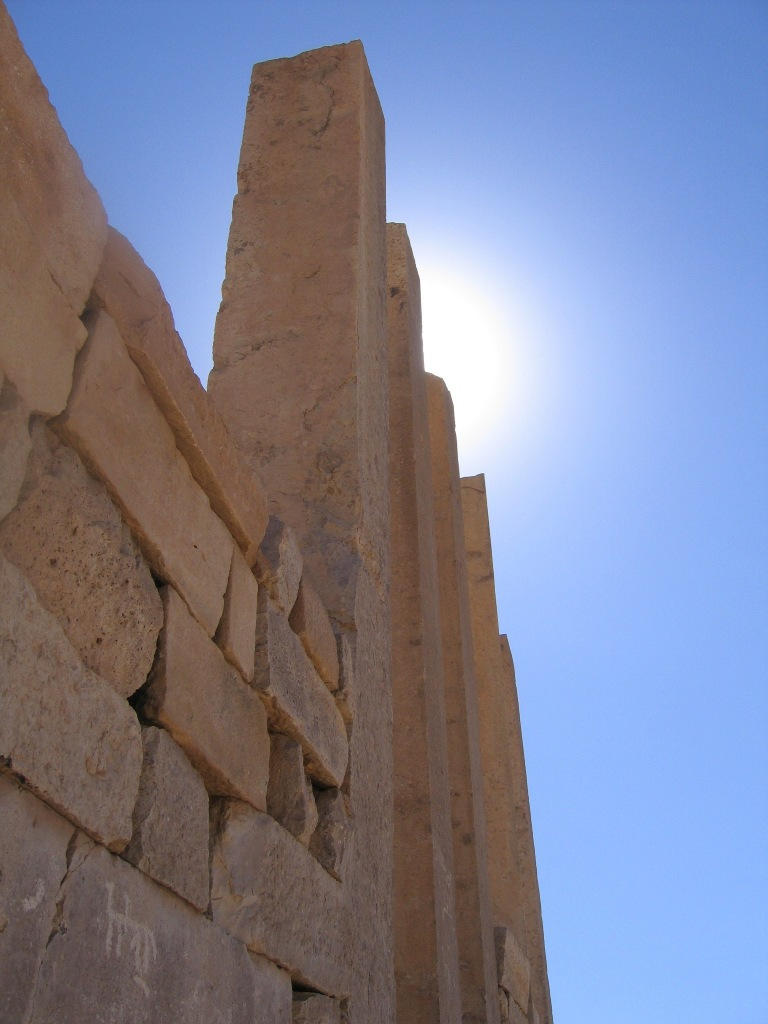
Muro e colonne a Sirwah

Ṣirwāḥ (in arabo صرواح‎?) è stato un grande centro economico e politico del Regno di Saba (Penisola araba) all'inizio del I millennio a.C.
Ṣirwāḥ sorgeva all'interno di una vasta oasi e vantava un muro di cinta e diverse grandi strutture abitative e devozionali.
Le rovine di Ṣirwāḥ si trovano a 40 km a ovest di Ma'rib. Le montagne circostanti garantiscono una buona protezione ma nocquero al suo sviluppo economico. Ṣirwāḥ infatti perse il suo ruolo politico di primo piano a vantaggio di Ma'rib, meglio collocata e lungo la Via dell'incenso.
Nondimeno, la città rimase un importante centro sabeo, come mostrato dai suoi vari templi. Il santuario principale, il tempio al dio lunare Almaqah, fu fatto edificare per disposizione del re Yada'il Dharih I, verso il 700 a.C.
Dal gennaio 2023 la città antica di Sirwah fa parte del sito seriale dei luoghi salienti dell'antico regno di Saba riconosciuto dall'UNESCO come patrimonio dell'umanità.

## Archeologia
Dal 2005 gli archeologi dell'Istituto archeologico germanico hanno scoperto e recuperato un'iscrizione in lingua sabea lunga più di sette metri. Il blocco di pietra su cui essa è stata scritta pesa sette tonnellate ed era una caratteristica permanente del santuario di Almaqah, caduta dal suo zoccolo di sostegno a causa di un terremoto. L'epigrafista Norbert Nabes dell'Università di Jena descrive l'iscrizione come la più importante  finora scoperta. Essa risale al I secolo a.C. e indica le battaglie sostenute dal Regno di Saba  contro i suoi vicini, nel  Sud-Est e nel Nord dello Yemen.
Attualmente il tempio di Almaqah è in corso di restauro. Nel corso dei suoi lavori,  è stato scoperto un altro tempio. risalente al VII secolo a.C.. Esso vanta un'entrata monumentale, adornata da colonne. Contiene numerose stanze, costruite in legno e pietra, su un solo piano, come è caratteristica delle strutture palaziali yemenite in quel secolo.
Un certo numero di prospezioni archeologiche tedesche hanno attualmente luogo a Ṣirwaḥ ed è fondata la speranza che le conoscenze sui primi tempi del Regno di Saba possano quindi accrescersi.